# STAY TUNED
『STAY TUNED』是GLAY在2001年7月4日發售的第23張單曲。

## 概要
- 與前作「GLOBAL COMMUNICATION」相隔約2個月時間發售。

## 收錄曲
1. STAY TUNED
  - 作詞・作曲：TAKURO　編曲：GLAY、佐久間正英
2. BACK-UP
  - 作詞・作曲：TERU　編曲：GLAY、佐久間正英
3. Super Ball 425
  - 作詞：TERU　作曲：TAKURO　編曲：GLAY
4. STAY TUNED （Guts! 耳コピ Version）

## 音樂合作
- ニフティ「Broadband@nifty」CM歌曲。（#1）

## 收錄專輯
- ONE LOVE（#1）
- rare collectives vol.2（#2,3）
- THE GREAT VACATION VOL.1 〜SUPER BEST OF GLAY〜 （#1）